# Atribut alt
Atribut alt se uporablja v HTML- in XHTML-dokumentih in določa besedilo, ki naj se prikaže, kadar ni mogoče prikazati elementa, kateremu je določen. V specifikaciji HTML 4.01 je obvezen za tipa elementov img in area, izbiren pa za input ter applet.
Posebej je uporaben v naslednjih primerih:
- za ljudi, ki uporabljajo tekstovne brskalnike; taki brskalniki so na osebnih računalnikih že redkost, vendar se ponovno pojavljajo v prenosnih telefonih in drugih ročnih napravah
- za ljudi, ki izklopijo prikazovanje grafičnih elementov zaradi počasne povezave ali stroškov, povezanih s prenosom podatkov
- za ljudi, ki uporabljajo tehnologijo za pomoč pri branju z zaslona, npr. slepe in slabovidne
- za optimizacijo spletnih strani - spletni iskalniki pri preučevanju vsebine spletne strani preberejo ta atribut, saj ne morejo interpretirati slike same

Uporaba atributa je nujna predvsem zaradi standardov za dostopnost spletnih strani zato je zaželeno, da je njegova vsebina smiselna, ni pa nujno. Tako pri slikah, uporabljenih samo za dekorativne namene, izdelovalci spletnih strani pogosto pustijo atribut prazen (alt=""). Mnogo spletnih brskalnikov prikaže vsebino atributa, kadar na sliko postavimo kurzor, vendar to ni standard.

## Zgled
```
 

<
img
 
src
=
"druzina.jpg"
 
alt
=
"Jaz in moja druzina"
 
/>

```